# 纳布勒
纳布勒（阿拉伯语：‎ Nābilⓘ），或译纳布尔，是突尼西亞东北部的沿海城鎮，纳布勒省省会。位于卡本半岛南岸，濒临哈马马特湾。古代曾为罗马人殖民地，城市名源自希腊语Neapolis，意为“新城市”。现为突尼斯著名的手工业中心，以制作陶器闻名。